# Jane McGonigal

Jane McGonigal (2021)

Jane Evelyn McGonigal (* 21. Oktober 1977 in Philadelphia, Pennsylvania) ist eine US-amerikanische Game Designerin, Autorin und Computerspiel-Forscherin am Thinktank Institute of the Future im kalifornischen Palo Alto.

## Leben und Karriere
Jane McGonigal wuchs als Lehrerkind im US-Bundesstaat New Jersey auf. Ihre Zwillingsschwester Kelly ist Psychologin und Autorin. 
McConigal studierte an der Fordham University und wurde 2006 an der University of California, Berkeley promoviert. Danach arbeitete sie als Designerin an Computerspielen mit. Sie ist Direktor für Game Research & Development am Institute for the Future in Palo Alto.
2005 wurde McGonigal mit dem Innovation Award der International Game Developers Association ausgezeichnet.

## Veröffentlichungen
- Besser als die Wirklichkeit! Warum wir von Computerspielen profitieren und wie sie die Welt verändern. München 2012, ISBN 978-3-453-16781-0.
- Gamify your Life. Durch Gamification glücklicher, gesünder und resilienter Leben. Freiburg 2016, ISBN 978-3-451-30494-1.